# Afganistan na Letnich Igrzyskach Olimpijskich 1948
Afganistan na XIV Letnich Igrzyskach Olimpijskich w Londynie reprezentowała ekipa licząca 25 mężczyzn.
Był to 2. start Afganistanu na letnich igrzyskach olimpijskich (poprzedni to 1936).

## Reprezentanci

### Piłka nożna
- Abdul Ahad Kharot
- Abdul Ghafoor Yusufzai
- Abdul Hamid Tajik
- Abdul Shacour Azimi
- Abdul Ghafoor Assar
- Abdul Ghani Assar
- Mohammad Anwar Afzal
- Mohammad Anwar Kharot
- Mohammad Sarwar Yusufzai
- Mohammad Ibrahim Gharzai
- Yar Mohammad Barakzai

Reprezentanci Afganistanu zajęli 17. miejsce.

### Hokej na trawie
- Ahmad Yusufzai
- Abdul Kadir Nuristani
- Ahmad Jahan Nuristani
- Ahmad Tajik
- Din Mohammad Nuristani
- G. Jagi
- Jahan Gulam Nuristani
- Bakhteyar Gulam Mangal
- Mohammad Jahan Nuristani
- Mohammad Kadir Nuristani
- Mohammad Khogaini
- Mohammad Attai
- Mohammad Amin Nuristani
- Khan Nasrullah Totakhail

Hokeiści z Afganistanu zostali sklasyfikowani na 7. miejscu.